# Ian Wright (Fußballspieler)
Ian Edward Wright, MBE, (* 3. November 1963 in Woolwich, London) ist ein ehemaliger englischer Fußballspieler und heute vor allem in den britischen Fernseh- und Rundfunkmedien bekannt.

## Laufbahn als Fußballspieler
Wright fand erst relativ spät den Einstieg in den Profifußball. Nachdem er zunächst sowohl beim FC Millwall als auch bei Brighton & Hove Albion durchgefallen war, spielte er bei Amateurvereinen bis hin zu Greenwich Borough, währenddessen er seinem Beruf als Arbeiter und Stuckateur nachging. Als dann der Talentsucher von Crystal Palace, Peter Prentice, auf ihn aufmerksam wurde, nahm der Verein Wright 1985 im Alter von 22 Jahren unter Vertrag. Satch, wie er im Laufe seiner Karriere in Anlehnung an Louis Armstrong genannt wurde, blieb sechs Jahre bei Palace und wurde 2005 in die vereinseigene Elf des Jahrhunderts gewählt.
Bereits in seiner ersten Spielzeit fand Wright seinen Weg in die Stammformation, schoss neun Treffer und war für seinen Verein hinter Phil Barber der zweiterfolgreichste Torschütze. Als sich im darauffolgenden Jahr Mark Bright Palace anschloss, bildete Wright mit diesem fortan ein erfolgreiches Sturmduo, das einen großen Beitrag zum Aufstieg in die First Division im Jahr 1989 leistete, den Palace über die Play-offs sicherstellte.
Wright wurde daraufhin im Dezember 1989 in die englische B-Nationalmannschaft berufen, ein doppelter Schienbeinbruch verhinderte jedoch einen erfolgreichen Start in die englische Eliteliga. Nachdem er sich von der Verletzung erholt hatte, erzielte er im Endspiel des FA Cups als Einwechselspieler kurz vor Ende den Ausgleich gegen Manchester United und erzwang somit eine Verlängerung. Das Spiel endete danach 3:3 und in der Wiederholungspartie unterlag Palace mit 0:1.
In der darauffolgenden Spielzeit debütierte Wright für die englische Nationalmannschaft und schoss für Palace sein 100. Tor. Er traf doppelt, als der Verein im Finale des Zenith Data Systems Cups gegen den FC Everton gewinnen konnte. Ein weiterer Höhepunkt in dieser Meisterschaftsrunde war sein Hattrick innerhalb von nur 18 Minuten im vorletzten Saisonspiel gegen den FC Wimbledon, wo er seine zu dieser Zeit außergewöhnliche Torgefährlichkeit unterstrich.
Er wechselte dann im Jahr 1991 für 2,5 Millionen Pfund zum FC Arsenal, was zu dieser Zeit die Rekordablösesumme für Arsenal darstellte. Bereits in seinem ersten Spiel traf er beim Remis im Ligapokal gegen Leicester City und ließ einen Hattrick im ersten Ligaspiel gegen den FC Southampton folgen. Nach Ablauf der Saison war Wright der beste Torschütze der gesamten Liga, was zudem das erste von sechs aufeinanderfolgenden Jahren als bester Torjäger von Arsenal sein sollte. Wright war maßgeblich an den Erfolgen seines Vereins in den 1990er-Jahren beteiligt und gewann 1993 das Double aus FA Cup und Ligapokal, wobei er im Finale des FA Cups sowohl in der ersten Partie als auch in dem Wiederholungsspiel einen Treffer erzielte. Wright erreichte 1994 mit Arsenal das Finale im Europapokal der Pokalsieger, war dort jedoch gesperrt und konnte daher beim 1:0-Sieg gegen den AC Parma nicht auflaufen.
Wright schoss in jeder Runde im europäischen Pokalsiegerwettbewerb, das Finale ausgenommen, ein Tor. Die Ankunft des neuen Trainers Bruce Rioch jedoch läutete eine schwierige Phase für Wright ein. Es entstanden zwischen Rioch und Wright Differenzen, die dazu führten, dass Wright um die Freigabe zu einem Wechsel bat. Diese Bitte zog er jedoch später zurück und Wright bildete mit dem Neuzugang Dennis Bergkamp eine erneut effektive Partnerschaft in der Offensive.
Als Arsène Wenger im September 1996 das Traineramt beim FC Arsenal annahm, war Wright mittlerweile fast 33 Jahre alt. Trotz seines fortgeschrittenen Alters schoss er weiterhin regelmäßig Tore und übertraf am 13. September 1997 mit einem Hattrick gegen die Bolton Wanderers den bisherigen Rekord von Cliff Bastin, der wiederum im Oktober 2005 von Thierry Henry überholt wurde. Einige Monate später erlitt Wright im Verlauf der Saison, in der Arsenal die englische Meisterschaft und den FA Cup gewinnen konnte, eine Verletzung an der Achillessehne. Während des Endspiels im englischen Pokal gegen Newcastle United saß Wright dann wieder auf der Ersatzbank, kam aber nicht zum Einsatz.
Im Sommer 1998 wechselte Wright zu West Ham United, wo er in den neun Monaten, die er dort absolvierte, nicht die bei Arsenal gezeigten Leistungen bestätigen konnte. Er spielte danach jeweils für kurze Zeit bei Nottingham Forest, Celtic Glasgow und dem FC Burnley (dem er zum Aufstieg in die zweite Liga verhalf), bevor er dann im Jahr 2000 seine Fußballerkarriere beendete.
Den Weg in die englische Nationalmannschaft startete Wright im Jahr 1991 noch als Spieler von Crystal Palace, wurde kurze Zeit später jedoch nicht in den Kader für die EM 1992 in Schweden nominiert. Wright konnte für England nie die bei Arsenal erreichte Form bestätigen. Sein Siegtor beim Qualifikationsspiel für die WM 1994 in den USA gegen Polen konnte zudem nicht verhindern, dass sich die Mannschaft von Graham Taylor nicht qualifizieren konnte. Unter Terry Venables kam Wright dann nur noch zu sporadischen Einsätzen, was sich danach besserte, als Glenn Hoddle die Verantwortung übernahm. Mit England gewann er im Jahr 1997 das Tournoi de France, ein Vorbereitungsturnier zu der sich anschließenden Weltmeisterschaft in Frankreich. Aufgrund der Achillessehnenprobleme verpasste Wright jedoch die WM 1998 selbst.
Im Jahr 2005 wurde Wright aufgrund seiner Verdienste für den englischen Fußball in die englische Hall of Fame aufgenommen.
Wright wurde im Jahr 2000 mit dem Order of the British Empire ausgezeichnet.

## Medienkarriere
Nach seiner Fußballerkarriere wurde Wright zu einer beliebten Persönlichkeit in den englischen Medien. Sein Mitwirken in der Sendung Match of the Day zeichnet sich durch eine leidenschaftliche, leicht exzentrische und patriotische Betrachtung der zu analysierenden Spiele aus, wobei vor allem seine Auftritte während der WM 2002 in Japan bekannt wurden, als er sich stets in einem Kimono präsentierte. Zudem ist Wright bekannt für seine eigene Talkshow Friday Night's All Wright, die er 1998 startete, zu einem Zeitpunkt, als er noch als Fußballer aktiv gewesen war. Seitdem erschien Wright in Sendungen wie The National Lottery Wright Around the World, Friends Like These sowie der Radioshow Wright & Bright, die er mit seinem früheren Mannschaftskameraden Mark Bright ins Leben rief. Neben weiteren Auftritten in Guinness World Records und What Kids Really Think ist er aktuell als Teamkapitän in der Gameshow They Think It's All Over, ausgestrahlt von der BBC, zu sehen.
1993 nahm Ian Wright mit dem bekannten Arsenal-London-Fan Chris Lowe von den Pet Shop Boys den Song Do the right Thing auf.

## Wissenswertes
- Wright ist Schirmherr des African-Caribbean Leukaemia Trust.
- Wright hat aus mehreren Beziehungen insgesamt acht Kinder. Zwei seiner Söhne waren ebenfalls als Profifußballer aktiv: sein Adoptivsohn Shaun Wright-Phillips und sein leiblicher Sohn Bradley Wright-Phillips.[1]
- Wright beschreibt seinen Lehrer, Sydney Pigden (1922–2017), der laut Wright einer der jüngsten britischen Piloten im Zweiten Weltkrieg war und nach dem Krieg ausgewählt wurde, bei der Siegesparade über den Buckingham Palace zu fliegen, als seine bedeutendste Bezugsperson. Wright zufolge hatte Pigden ihm einst mitgeteilt, dass er stolzer darüber war, dass Wright in die englische Nationalmannschaft berufen wurde, als über die Tatsache, bei der Siegesparade als Flieger ausgewählt worden zu sein.[2][3]

## Erfolge

### Crystal Palace
- Aufstieg (1989)
- FA Cup Finale (1990)
- Full Members Cup Sieger (1991)
- erfolgreichster Crystal Palace Torschütze ab 1945
- wurde von den Palace-Fans zum Spieler des Jahrhunderts gewählt

### Arsenal
- Torschützenkönig (1992)
- FA Cup Sieger (1993, 1998)
- Europapokalsieger der Pokalsieger Sieger (1994), Finale (1995)
- League Cup Sieger (1993)
- Englischer Meister (1998)
- zweiterfolgreichster Arsenal-Torschütze aller Zeiten (hinter Thierry Henry)

### England
- Debüt: 6. Februar 1991 gegen Kamerun
- Letztes Spiel: 18. November 1998 gegen Tschechien

## Soziales Engagement
Wright engagiert sich als Botschafter für Show Racism the Red Card.